# Kamil Pater
Kamil Pater (ur. 1983) – polski gitarzysta, improwizator, producent muzyczny, twórca muzyki do spektakli teatralnych.

## Życiorys
Absolwent Akademii Muzycznej im. Feliksa Nowowiejskiego w Bydgoszczy. Współtwórca zespołu JAAA! (wspólnie z Markiem Karolczykiem i Mironem Grzegorkiewiczem), projektu POWIDOK i wydawnictwa SADKI REC.  Wcześniej członek grupy „Contemporary Noise Quartet, Quintet, Sextet”. Jest autorem muzyki do spektakli teatralnych.
W 2012 wydał płytę A–kineton wraz z Irkiem Wojtczakiem, Pawłem Urowskim i Rafałem Gorzyckim. W 2013 ukazały się dwa wydawnictwa z jego udziałem. Pierwsze z nich to Therapy nagrane w duecie z Rafałem Gorzyckim, a drugie to płyta The Bees' Knees saksofonisty Irka Wojtczaka.

## Dyskografia
- Mam szczęście - Dawid Tyszkowski (2025, Fonobo)
- Wodecki / Pater (2024, Mystic)
- Ave Maria - MARIA PESZEK ( 2021, Mystic )
- Bujillo - JAAA! (2018, Sadki REC)
- Statek szaleńców - Powidok (2017, Sadki REC)
- Remik - JAAA! (2015, Sadki REC)
- The Bees' Knees – Irek Wojtczak Quartet (2013, Sopocka Odessa)
- Therapy – Kamil Pater / Rafał Gorzycki (2013, MW)
- A-kineton – Kamil Pater Irek Wojtczak Paweł Urowski Rafał Gorzycki (2012, Owoc Music)
- Ghostwriter's Joke - Contemporary Noise Sextet (2011, Electric Eye Records)
- Dziki Jazz – Aleksander Kamiński Kamil Pater Paweł Urowski Rafał Gorzycki (2010, MW)
- Unaffected Thought Flow - Contemporary Noise Sextet (2008, Electric Eye Records)
- Theatre Play Music - Contemporary Noise Quartet (2008, Electric Eye Records)
- Pig Inside the Gentleman - Contemporary Noise Quintet (2006, Electric Eye Records)

## Muzyka w teatrze
- Iwona księżniczka z Burbona Teatr Powszechny im. Zygmunta Hübnera w Warszawie
- Miasto pustych pianin Teatr im. Wojciecha Bogusławskiego w Kaliszu
- Wassa Żeleznowa Teatr im. Stefana Jaracza w Łodzi
- Dolce Vita, Teatr Telewizji[4]
- Ziemianie,  Wrocławski Teatr Lalek[5]
- Roberto Zucco, Teatr im. Wilama Horzycy w Toruniu[6]
- Beksińscy, Teatr Polski w Bydgoszczy[7]
- Lovebook, Teatr Powszechny w Łodzi[8]
- Moskwin, Wrocławski Teatr Lalek[9]
- Jak być kochaną, Teatr Narodowy w Warszawie[10]
- Najmrodzki czyli dawno temu w Gliwicach, Teatr Miejski w Gliwicach[11]
- Inna dusza, Teatr Polski w Bydgoszczy[12]
- Śledztwo, Polski Teatr Tańca w Poznaniu[13]
- Utracona Cześć Barbary Radziwiłówny, Teatr Nowy w Łodzi[14]
- Prezydentki, Teatr Polski w Opolu[15]